# بالدی مسا (کالیفرنیا)
بالدی مسا (به انگلیسی: Baldy Mesa) یک منطقهٔ مسکونی در ایالات متحده آمریکا است که در شهرستان سن برناردینو، کالیفرنیا واقع شده‌است. بالدی مسا ۱٬۰۶۳٫۱۶ متر بالاتر از سطح دریا قرار دارد.